# Richelsdorfer Gebirge
Das Richelsdorfer Gebirge ist eine bis 478,2 m ü. NHN hohe und durch Bergbau (Kupferschiefer, Cobalt, Nickel) geprägte Landschaft im Landkreis Hersfeld-Rotenburg, Osthessen. Entgegen der Bezeichnung Gebirge steht der Name nicht für ein in sich geschlossenes Mittelgebirge, sondern meint eine Kulturlandschaft. Umgangssprachlich umfasst dies auch die gesamte umgebende Mittelgebirgslandschaft im Südosten des Fulda-Werra-Berglandes; Teile vom südlichen Werra-Meißner-Kreis und der äußerste Nordwesten des thüringischen Wartburgkreises kommen hinzu.

## Geografie
Das eigentliche Richelsdorfer Gebirge liegt vollständig im Altkreis Rotenburg und wird von den Orten Nentershausen (im Nordwesten), Richelsdorf (im Südosten), Hönebach (im Süden) und Iba (im Westen) eingerahmt. Zentrale Orte sind Machtlos und Süß. Die bewaldeten Gebirgsteile liegen überwiegend auf Buntsandstein, im Gebiet zwischen Nentershausen und Süß sowie im Ibaer Hügelland herrschen Zechstein und Rotliegend vor.

### Orographische Abgrenzung
Landläufig wird das Richelsdorfer Gebirge häufig weiter definiert als die ursprüngliche Bergbauregion, wobei als orographische (auf Höhenstrukturen bezogene) Grenzen in etwa die folgenden angenommen werden können:
- Nordwestgrenze ist der Maßholder Bach von der Quelle bei Dens bis zur Mündung in die Hasel, der Unterlauf der Hasel bis zur Mündung in die Sontra und die Sontra bei über den gleichnamigen Ort Sontra bis zur Mündung der Ulfe
- Nordostgrenze zum Ringgau ist die Ulfe flussaufwärts von der Mündung über Breitau bis Ulfen und diese Linie in etwa verlängert um die deutliche Höhenstufe des Ringgaus bis westlich Unhausen, fortan der Breitzbach über Unhausen und Breitzbach bis zur Mündung in die Nesse in Nesselröden sowie der Unterlauf der Nesse bis zur Mündung in die Werra
- Südostgrenze ist in etwa die Trasse der A 4 über Gerstungen und Obersuhl bis Hönebach, die dem Tälern von Werra und Suhl flussaufwärts folgt
- Südgrenze zum Seulingswald ist das Tal der Ulfe über Ronshausen bis zur Mündung in die Fulda südlich Bebras.
- Südwestgrenze zum Stölzinger Gebirge ist die Solz von der Mündung in die Fulda in Bebra bachaufwärts bis zur Quelle bei Solz

Neben dem Landkreis Hersfeld-Rotenburg haben der ebenfalls hessische Werra-Meißner-Kreis (Norden) und der thüringische Wartburgkreis (Osten) Anteil an dieser Mittelgebirgsregion.

#### Berge
Zu den Bergen des orographischen Richelsdorfer Gebirges gehören (Höhe, Naturraum, Landkreis):
| Berg                             | Höhe (m ü. NHN) | Naturraum                                                                      | Landkreis                    |
| -------------------------------- | --------------- | ------------------------------------------------------------------------------ | ---------------------------- |
| Herzberg                         | 478,2 m         | Solztrottenwald                                                                | Landkreis Hersfeld-Rotenburg |
| Armsberg                         | 470,6 m         | östlicher Solztrottenwald                                                      | Werra-Meißner-Kreis          |
| Mühlberg                         | 467,3 m         | östlicher Solztrottenwald                                                      | Werra-Meißner-Kreis          |
| Kleiner Armsberg                 | 465,8 m         | östlicher Solztrottenwald                                                      | Werra-Meißner-Kreis          |
| Holstein                         | 462,6 m         | Hosbach-Sontra-Bergland                                                        | Werra-Meißner-Kreis          |
| Spitzhütte                       | 461,5 m         | Solztottenwald                                                                 | Landkreis Hersfeld-Rotenburg |
| Großer Armsberg                  | 459,7 m         | östlicher Solztrottenwald                                                      | Wartburgkreis                |
| Rotestock                        | 455,7 m         | Solztrottenwald                                                                | Landkreis Hersfeld-Rotenburg |
| Hohe Süß                         | 454,0 m         | Solztrottenwald                                                                | Landkreis Hersfeld-Rotenburg |
| Hohe Buche                       | 439,2 m         | südliche Nahtstelle des Sontraer Landes zu Ibaer Hügelland und Solztrottenwald | Landkreis Hersfeld-Rotenburg |
| Schniedsberg                     | 428,8 m         | südliche Nahtstelle des Sontraer Landes zu Ibaer Hügelland und Solztrottenwald | Landkreis Hersfeld-Rotenburg |
| Langhellsberg                    | 421,7 m         | Hosbach-Sontra-Bergland                                                        | Werra-Meißner-Kreis          |
| Flötschkopf                      | 421,2 m         | östlicher Solztrottenwald                                                      | Wartburgkreis                |
| Stillmes                         | 419,5 m         | östlicher Solztrottenwald                                                      | Wartburgkreis                |
| Vogelheerd                       | 418,9 m         | Solztrottenwald                                                                | Werra-Meißner-Kreis          |
| Schiffskopf                      | 417,5 m         | östlicher Solztrottenwald                                                      | Wartburgkreis                |
| Hühnerkopf                       | 417,0 m         | Westen des Solztrottenwaldes                                                   | Landkreis Hersfeld-Rotenburg |
| Ratzbusch                        | 408,4 m         | nordwestliche Nahtstelle des Solztrottenwaldes zum Sontraer Land               | Landkreis Hersfeld-Rotenburg |
| Heßberg                          | 405,3 m         | östlicher Solztrottenwald                                                      | Werra-Meißner-Kreis          |
| Hesselkopf                       | 403,4 m         | Ibaer Hügelland                                                                | Landkreis Hersfeld-Rotenburg |
| Auerhansberg                     | 403,2 m         | Solztrottenwald                                                                | Landkreis Hersfeld-Rotenburg |
| Stubbachshöhe                    | 403,1 m         | Süden des Solztrottenwaldes                                                    | Landkreis Hersfeld-Rotenburg |
| Hegeküppel                       | 399,7 m         | Ibaer Hügelland                                                                | Landkreis Hersfeld-Rotenburg |
| Borkhahn                         | 391,8 m         | östlicher Solztrottenwald                                                      | Wartburgkreis                |
| Kirchwaldskopf oder Heiligenberg | 379,2 m         | östlicher Solztrottenwald                                                      | Wartburgkreis                |
| Iburg                            | ca. 380 m       | Ibaer Hügelland                                                                | Landkreis Hersfeld-Rotenburg |
| Kesselkopf                       | 378,1 m         | östlicher Solztrottenwald                                                      | Wartburgkreis                |
| Schösserberg                     | 377,9 m         | östlicher Solztrottenwald                                                      | Wartburgkreis                |
| Brodberg                         | 376,5 m         | Sontraer Land                                                                  | Landkreis Hersfeld-Rotenburg |
| Reichenberg                      | 365,8 m         | Sontraer Land                                                                  | Landkreis Hersfeld-Rotenburg |
| Fuldaischer Berg                 | 332,0 m         | östlicher Solztrottenwald                                                      | Wartburgkreis                |
| Weinberg                         | 298,7 m         | östlicher Solztrottenwald                                                      | Wartburgkreis                |
| Straßberg                        | 258,1 m         | östlicher Solztrottenwald                                                      | Wartburgkreis                |
| Lindig                           | 247,2 m         | östlicher Solztrottenwald                                                      | Wartburgkreis                |

#### Gewässer
Folgende Flüsse entspringen im Inneren des (orographischen) Richelsdorfer Gebirges (im Uhrzeigersinn geordnet, beginnend im Nordwesten):
- Hasel, Zufluss der Sontra bei Oetmannshausen
- Ulfe (Sontra), Zufluss der Sontra in Wichmannshausen
- Weihe, Zufluss der Werra nahe Untersuhl
- Suhl, Zufluss der Weihe Zwischen Ober- und Untersuhl
- Iba, Zufluss der Ulfe (Fulda) bei Weiterode
- Cornberger Wasser, Zufluss der Sontra bei Berneburg
- Solz, Zufluss der Fulda bei Bebra

Zu nennen ist ferner der Denser See, ein kleiner Teich, der über durchlässigem Zechsteinsalz liegt, weswegen sein Wasserinhalt aufgrund recht großer Versickerung stark schwankt.

### Naturräumliche Abgrenzung
Das Richelsdorfer Gebirge in den oben genannten orographischen Grenzen besteht naturräumlich in der Hauptsache aus dem Solztrottenwald (357.21) und dem sich westlich anschließenden, weitgehend gerodeten Ibaer Hügelland (357.30), welches weitgehend den Einzugsgebieten von Iba und Solz entspricht und daher nach Westen (rechts der Solz) etwas über diese Grenzen hinausgeht.
Im Nordwesten kommen südöstliche Teile des gerodeten Sontraer Landes (357.31) hinzu und im äußersten Norden der Südosten des weitgehend bewaldeten Hosbach-Sontra-Berglandes (357.90).
Alle genannten Landschaften gehören zum Fulda-Werra-Bergland (Haupteinheit 357).

## Kulturgeografie

### Ortschaften
Zu den Ortschaften des Richelsdorfer Gebirges gehören:
| - Sontra – im Norden - Gerstungen – im Südosten | - Wildeck-Obersuhl – im Südosten - Nentershausen – im Zentrum | - Ronshausen – im Süden - Bebra – im Westen |

### Burgen und Schlösser
Burgen und Schlösser oder derartige Ruinen im Richelsdorfer Gebirge sind:
- Burg Tannenberg (351 m), bei Nentershausen

drei Ruinen im Gemeindegebiet von Wildeck:
- Burg Wildeck (350 m), Ursprungsbau
- Jagdschloss Blumenstein (350 m), Nachfolger der Burg Wildeck
- Sommerschloss Blumenstein (290 m), Nachfolger des Jagdschlosses Blumenstein

### Verkehrsanbindung
Etwa entlang der südöstlichen Begrenzung des Richelsdorfer Gebirges führt zwischen den Anschlussstellen Wommen und Wildeck-Hönebach ein Abschnitt der A 4. Von dieser Autobahn zweigt bei Wommen in Richtung Nordwesten die B 400 ab, die nahe Sontras auf die nordwärts nach Eschwege und süd-südwestwärts nach Bebra führende B 27 stößt. In Planung/Bau befindet sich das Teilstück Sontra−Herleshausen der A 44. Von diesen Straßen zweigen zahlreiche durch das Gebirge führende Landes- und Kreisstraßen ab.
Stationen an der Thüringer Bahn bestehen in Hönebach und Ronshausen.

## Bergbaugeschichte
Der Bergbau im Richelsdorfer Gebirge ist urkundlich seit 1460 belegt. Es wurde nach Kupfer, Cobalt und Schwerspat gegraben. Die im Jahre 1499 festgelegte Bergwerksordnung von Sontra war Vorbild vieler andere Bergwerksordnungen in Deutschland.
Bis ins 19. Jahrhundert hinein, in den späten 1930er Jahren und nach dem Zweiten Weltkrieg nochmals bis 1955 wurde Kupferschiefer und Sanderz abgebaut (beide ca. 1 % Kupfer). Zeitweise war die Gewinnung von Kobalt erfolgreich (auf Verwerfungen des Kupferschiefers, sogenannte Rücken), zum Schluss wurde ab dem 19. Jahrhundert bis etwa 1965 noch Baryt (Schwerspat) abgebaut. Der Schwerpunkt des Bergbaus fand vorwiegend im Süden des Gebirges statt (Südmulde des Zechsteins, nur der Reichenbergschacht zwischen Dens und Weissenhasel war in der Nordmulde gelegen). Der Reichenbergeschacht förderte trotz hoher Investitionen insgesamt nur kurze Zeit ab den 1940er Jahren und musste schließlich wegen massiver Wassereinbrüche aufgegeben werden.
Die Gegend zwischen der Richelsdorfer Hütte und der Friedrichshütte bei Iba (heute Stadtteil von Bebra) bildete später immer den Abbauschwerpunkt, so dass in der Mitte des 17. Jahrhunderts das Bergamt von Sontra nach Richelsdorf verlegt wurde. Für den Bergbau des 20. Jahrhunderts im Rahmen des Vierjahresplans des Dritten Reichs wurde auf dem Brodberg südwestlich von Sontra die Hessenhütte errichtet. Das Sanderz wurde flotiert (die Rückstände liegen immer noch am Brodberg) und das Konzentrat bei Schmelzen des Kupferschiefers auf Kupferrohstein zugeschlagen. Der Rohstein wurde zur weiteren Verhüttung nach Hettstedt im Mansfelder Land gebracht. Die beim Schmelzen des Kupferschiefers anfallende Schlacke (ca. 95 % des anfallenden Materials) wurde zu Schlackesteinen gegossen, aus denen heute noch die Pflasterung der Straße auf den Brodberg besteht.
Die letzten Bergwerke wurden bis 1955 (Kupferschiefer im Schacht Wolfsberg und Schnepfenbusch) bzw. 1965 (Baryt, Gr. Franziska, Gr. Münden schon 1951) geschlossen. Der Kupferschieferbergbau war im 20. Jahrhundert nicht mehr wirtschaftlich und wurde unter hohem Subventionsbedarf betrieben (ähnlich wie der Bergbau im Mansfelder Land ab 1930 und bei Sangerhausen bis 1991, obwohl der Kupferschiefer dort mehr Kupfer enthielt). Aus den ehemaligen Hütten und Grubenstandorten wurden Industriegebiete, in denen zum Teil noch heute Nachfolgeunternehmen der ehemaligen Hütten tätig sind.
Die Restvorräte des Kupferschiefers im Richelsdorfer Gebirge (besonders bei Ronshausen) werden derzeit wegen der zu geringen Vorräte als nicht mehr abbauwürdig angesehen. Zudem existiert in wirtschaftlicher Nähe keine Hütte mehr, die Kupferschiefer verarbeitet.

## Anhang

### Allgemeine Quellen
- Bundesamt für Naturschutz (BfN)
  - Kartendienste
  - Landschaftssteckbrief: Fulda-Werra-Bergland